# Шкай
Шкай (мокш.  «бог»), также Оцю шкай («великий бог»), Вярде шкай («высший бог»), Шка́баваз (паваз, «бог») — высший бог, демиург в мифологии мокшан. Обитает на небе, возглавляет всех небесных и низших богов. Возможно, мифологически родственен эрзянскому Нишке.

## Этимология
Слово происходит от индоиранского *kšaya «правитель, господин».

## Место в мифологии
Согласно мокшанским легендам о сотворении мира, вначале Шкай жил на камне в водах первобытного океана. Согласно одному из вариантов легенды, из его плевка в воде появилась птица (ср. Омэль), которой Шкай велел достать со дна океана земли. Птица принесла земли, но утаила немного во рту, а когда Шкай велел земле разрастаться на поверхности океана, частица земли начала разрывать и голову птицы. Та выплюнула её, образовав горы и неровности. Шкай проклял птицу, и та, дабы навредить творению мира, послала тучи на небо, но бог сотворил в них дождь, оплодотворивший почву, а в горы вложил драгоценные металлы.
Таким образом, птица — сначала помощник, а затем противник Шкая — представляет злое начало, аналог христианского Сатаны и исламского и тюркского Шайтана. В варианте мокшанской легенды, сложившимся под тюркским влиянием, птица в повествовании сразу называется Шайтаном, представшим перед Шкаем в образе птицы.